# Satana Hellstrom
Satana Hellstrom, nota come Satana la figlia del Diavolo (Satana The Devil's Daughter, pronuncia Satàna), è un personaggio dei fumetti, creato da Roy Thomas (testi) e John Romita Sr. (disegni), pubblicato dalla Marvel Comics. Appare per la prima volta in Vampire Tales n. 2 (ottobre 1973).
È la sorella di Daimon Hellstrom, conosciuto anche come il figlio di Satana.

## Biografia del personaggio
Satana e Daimon nascono nella città di Greentown, Massachusetts. Sono cresciuti dal padre per essere malvagi ma Daimon rifiuta gli insegnamenti paterni.
La madre di Satana, scoperta la vera natura del marito e della figlia, diviene pazza. Satana inizia a studiare la magia nera con suo padre e con il demone Dansker. All'inferno la sua anima è legata al demone Basilisco, così da incrementare il suo potere.
Da adulta Satana è inviata sulla Terra, dove sopravvive cibandosi delle anime delle persone.
Nel suo primo viaggio sulla Terra è attaccata da Monsignor Jimmy Cruz che evoca il demone N'Garai per distruggerla. Tuttavia, il famiglio che suo padre le aveva donato, Exiter, muore per proteggerla. Satana si vendica uccidendo Cruz e rubandogli l'anima.
Successivamente, cerca di aiutare il Dottor Strange, vittima di una maledizione licantropica, con l'appoggio di Spider-Man. Costretta a liberare il demone Basilisco per trionfare nell'impresa, perderà la vita.
Per fortuna la sua morte non è permanente. Il suo spirito ritorna nel reame infernale finché una cabala di demoni non la evoca nel corpo di una terrestre privata della sua anima. Inizia così il suo allenamento per la conquista del regno del padre.
Nuovamente muore, per venire, stavolta, resuscitata dal Dottor Strange e si unisce ad altre due streghe nella lotta alle forze infernali.
Dopo una breve apparizione tra le file dei commando di Nick Fury, subirà un ritorno alle origini, come ladra di anime, stabilendo il suo domicilio in una chiesa sconsacrata.
Attualmente fa parte dei Thunderbolts di Luke Cage.

## Poteri e abilità
Satana è un ibrido tra un demone e un uomo, inoltre, agisce come un succubo nutrendosi delle anime degli umani, e ha innate potenzialità magiche. Ha il potere di aumentare la propria forza in seguito all'uccisione degli innocenti con armi trattate con il proprio sangue.

## Altri media

### Televisione
- Helstrom (2020)

### Videogiochi
- Marvel: Avengers Alliance
- Marvel Future Fight
- Marvel Avengers Academy
- Marvel Future Revolution

## Apparizioni del personaggio
- Vampire Tales n. 2-3
- Marvel Spotlight (prima serie) n. 13, 24
- Marvel Premiere n. 27
- Haunt of Horror n. 2, 4-5
- Marvel Preview n. 7
- Marvel Team-Up (prima serie) n. 80-81 (morte)
- Hellstorm: Prince of Lies n. 2, 7, 10 (resuscitata), 12, 20-21
- Witches n. 1-4
- Nick Fury's Howling Commandos: Director's Cut
- Nick Fury's Howling Commandos n. 1, 6
- Official Handbook of the Marvel Universe: The Women of Marvel 2004